# Островіте (гміна Черськ)
Островіте (пол. Ostrowite, нім. Werdersee) — село в Польщі, у гміні Черськ Хойницького повіту Поморського воєводства.
У 1975-1998 роках село належало до Бидгощського воєводства.
В селі є база відпочинку, яку модернізували у 2010 році.